# Baloda Bazar
Baloda Bazar é uma cidade e uma nagar panchayat no distrito de Raipur, no estado indiano de Chhattisgarh.

## Demografia
Segundo o censo de 2001, Baloda Bazar tinha uma população de 22 853 habitantes. Os indivíduos do sexo masculino constituem 51% da população e os do sexo feminino 49%. Baloda Bazar tem uma taxa de literacia de 69%, superior à média nacional de 59,5%; com 57% para o sexo masculino e 43% para o sexo feminino. 14% da população está abaixo dos 6 anos de idade.